# El Rosario (Olancho)
El Rosario è un comune dell'Honduras facente parte del dipartimento di Olancho.
Il comune venne istituito nel 1876.